# Escut d'Albocàsser
L'escut d'Albocàsser és el símbol representatiu oficial d'Albocàsser, municipi del País Valencià, a la comarca de l'Alt Maestrat. Té el següent blasonament:
| « | Escut quadrilong de punta redona. En camp d'atzur, un llenç de mur amb dues torres i porta, d'or, maçonat i aclarit de gules, terrassat del seu color. Sobre el mur, un boc passant a la destra de sable. Al timbre, corona reial oberta. | » |

## Història
L'escut s'aprovà per Resolució d'1 de desembre de 2000, del conseller de Justícia i Administracions Públiques, publicada en el DOGV núm. 3.914, de 10 de gener de 2001.
L'escut tradicional d'Albocàsser fa referència a l'antiga vila emmurallada, amb un senyal parlant com és el boc (mascle de la cabra), al·lusiu a una part del nom de la localitat.
Bernardo Espinalt García, en la seua obra «Atlante español o Descripcion general de todo el Reino de España» (1786) fa la següen descripció de l'escut:
| « | (castellà) ...y tiene por Escudo de Armas dos Torres, y en medio de ellas un Macho Cabrio, que sus naturales llaman Boch. | (català) ... i té per escut d'armes dues torres, i enmig d'elles un boc o cabró, que els seus naturals anomenen boc. | » |

En 1860, Francesc Piferrer Montells, en «Trofeo heroico», canvia les torres per castells i publica un dibuix:
| « | (castellà) Las armas de Albocacer son dos castillos, y entre los dos un macho cabrío. (..) Con alusión á la sílaba boc, que en el idioma del país significa macho cabrío, y se halla en Albocacer. | (català) Les armes d'Albocàsser són dos castells, i entre ells, un boc. (..) Amb al·lusió a la síl·laba boc, que en l'idioma del país vol dir boc, i es troba en Albocàsser. | » |

Bernardo Mundina Milallave, en 1873, en la seua «Historia, Geografía y Estadística de la Provincia de Castellón» publica una descripció més pareguda a l'escut actual:
| « | (castellà) El escudo de armas de esta villa consiste en dos torres unidas por un lienzo de muralla, en cuyo centro tiene un portal, y sobre aquel un macho cabrío, que sus naturales llaman Boch. | (català) L'escut d'armes d'aquesta vila consisteix en dues torres unides per un llenç de muralla, en el centre té un portal, i sobre aquell un boc, que els seus naturals diuen boc. | » |

A l'Arxiu Històric Nacional es conserva l'empremta un segell en tinta d'Albocàsser de 1876 on ja hi apareixen aquestes armories:

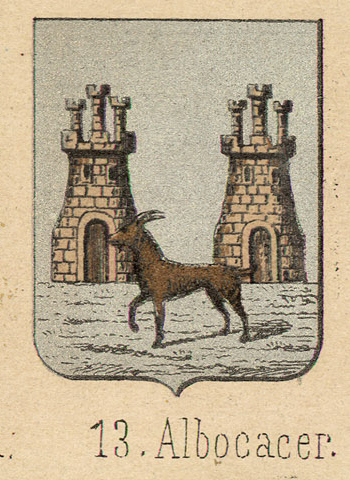
Segons Piferrer, Trofeo heroico, 1860.
Segell de l'Ajuntament, AHN, 1876.